# Santa Clara (Trolebús de Quito)
Santa Clara es la vigésimo novena parada del Corredor Trolebús, al norte de la ciudad de Quito. Se encuentra ubicada sobre la avenida 10 de Agosto, intersección con Ignacio de Veintimilla, en la parroquia de La Mariscal.

## Historia
Fue construida durante la administración del alcalde Jamil Mahuad Witt, quien la inauguró el 19 de marzo de 1996, dentro del marco de la segunda etapa operativa del sistema, que venía funcionando desde diciembre de 1995 únicamente hasta la parada Teatro Sucre.
El 27 de mayo de 2016, durante la alcaldía de Mauricio Rodas, fue reinaugurada tras un proceso de remodelación que incluyó no sólo el cambio de aspecto de la estructura con vidrio transparente y techos ecológicos, sino que también se la adecuó internamente con red gratuita de wifi, iluminación led, accesibilidades para gente con discapacidad y un moderno sistema de vigilancia.

## Nombre e iconografía
Toma su nombre de la iglesia homónima cercana, que le da además la denominación a todo el barrio circundante. La parada sirve a los alrededores, en donde se levantan hoteles, locales comerciales, agencias bancarias, cadenas de comida rápida, varios edificios de apartamentos y oficinas, así como las clínicas Santa Cecilia y Pichincha, y el Palacio de Najas (sede de la Cancillería ecuatoriana).
Su iconografía representativa hace alusión al cercano Mercado de Santa Clara, ya que presenta una canasta con varios víveres, como un pescado, una piña y un racimo de uvas.